# Rami Fortis
Rami Fortis, o semplicemente Fortis (in ebraico: רמי פורטיס‎; Tel Aviv, 7 luglio 1954), è un cantautore rock israeliano; nato a Tel Aviv, Fortis è diventato famoso come pioniere del punk rock israeliano. Il suo album di debutto, Plonter, pubblicato nel 1978, non ebbe successo commerciale all'epoca, ma oggi è considerato un album cult importante. La fama in Israele è arrivata con l'uscita di un album in lingua ebraica, Sipurim Me'hakufsa (Racconti dalla scatola), nel 1988. Per via del suo comportamento sul palcoscenico è stato soprannominato Il pazzo (HaMeshuga).
Oltre al suo impegno nel settore musicale, Rami Fortis ha ricoperto il ruolo di giudice nella prima stagione di The X Factor Israel.

## Biografia

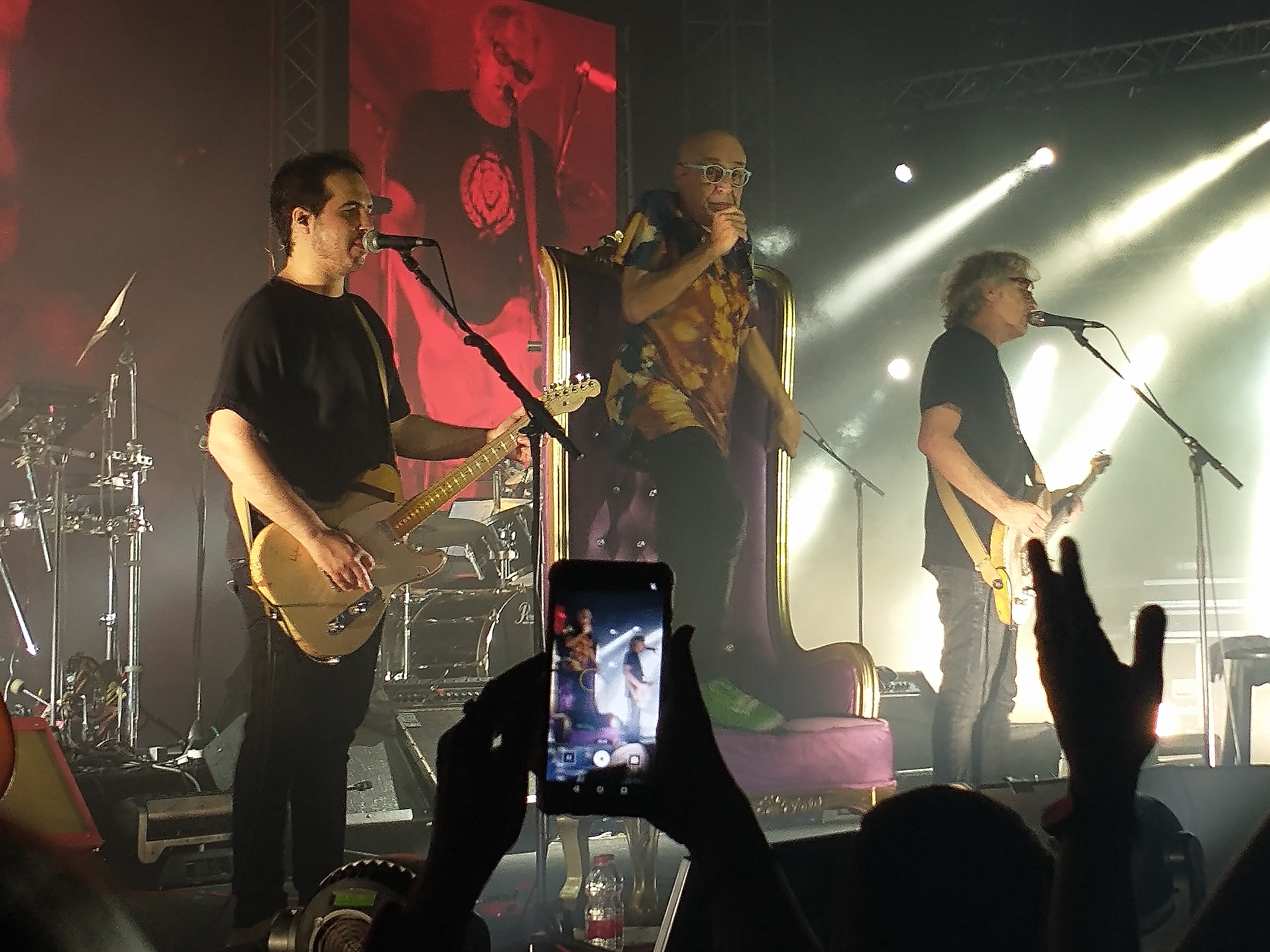
Da sinistra a destra: Guy Fortis, Rami Fortis e Berry Sakharof, 2021

Rami Fortis è di origini ebraico-italiane e ebraico-irachene. Ha prestato servizio nel 1973, durante la Guerra del Kippur, ed è stato influenzato dalle sue esperienze al fronte. Ha iniziato la sua carriera musicale nel 1975 come tecnico delle luci negli spettacoli dei Tamuz, uno dei gruppi rock più importanti dell'epoca in Israele. La band lo faceva salire sul palco per cantare una o due canzoni durante i loro concerti.
Il suo album di debutto del 1978, Plonter, è considerato una svolta nella musica israeliana. È stato definito uno degli album più selvaggi e rumorosi mai registrati in Israele, molto avanti rispetto ai suoi tempi. Influenzato da artisti come The Clash, Sex Pistols, Iggy Pop e The Ramones, era caratterizzato da temi e uno stile insoliti e non convenzionali per l'Israele dell'epoca. Un gruppo di suoi amici di Tel Aviv, il chitarrista Berry Sakharof (con cui Fortis aveva suonato nei S.O.B), il bassista Malka Spigel (all'epoca fidanzata di Fortis) e il cantante/poeta Samy Birnbach (che aveva contribuito ai testi di Plonter) formarono i Minimal Compact nel 1981 ad Amsterdam. La band si affermò come gruppo rock alternativo in Europa, firmando con l'etichetta belga Crammed Records, realizzando due album e aggiungendo il batterista Max Franken. Nel 1984, Fortis fu invitato a unirsi al gruppo e rimase con loro fino al primo scioglimento nel 1988. Fece parte della formazione che produsse i due album più famosi della band: Deadly Weapons, prodotto da Peter Principle dei Tuxedomoon, e Raging Souls, prodotto da Colin Newman dei Wire. Ha continuato a seguire la band in numerose tournée in Europa e in Giappone. I Minimal Compact rimangono noti per essere stati il primo gruppo (principalmente) israeliano ad aver ottenuto un notevole successo al di fuori del proprio Paese. Una loro canzone (“When I go”) è stata inserita nella colonna sonora del film Il cielo sopra Berlino di Wim Wenders e le copertine dei loro album sono state disegnate da Neville Brody e Russell Mills.
Al suo ritorno in Israele nel 1988 Fortis ha registrato il suo secondo album, Sipurim Mehakufsa (Poesie dal cassetto), una collaborazione con Berry Sakharof che è stata descritta come “la cosa migliore che sia mai capitata al rock israeliano”. Gli album successivi comprendono una collaborazione con Shlomi Bracha dei Mashina. Dal 2004 la collaborazione con Berry Sakharof è stata ripresa con la riforma del duo Fortisakharof.
Quando i Fortisakharof si sciolsero, Fortis fondò una nuova band, inizialmente con il batterista/produttore Yuval Shafrir, poi affiancato da Oren Kaplan alla chitarra e Amir Rosinano (“Jango”) al basso. La band prese il nome di Fortis Brothers e registrò due album, Cop, Criminal and the Whispering Giant (1994) e Where Are The Horses? (1996), nel proprio studio FAFA vicino al Carmel Market con il tecnico del suono Dadi Tal, che ha anche mixato entrambi gli album.
Nel 2008 Fortis è apparso nel film documentario On the Move su Ehud Banai e i rifugiati.
Nel 2011 Fortis ha pubblicato un album intitolato The Friend I, influenzato da Nikola Tesla. La sua band per l'album era composta dal chitarrista Ido Agmon, dal bassista Gil Smetana e da Yuval Shafrir alla batteria; questi ultimi due facevano anche parte della formazione originale dei Fortisakharof, l'album è stato registrato e mixato da Shafrir nel suo studio di Tel Aviv.

## Discografia

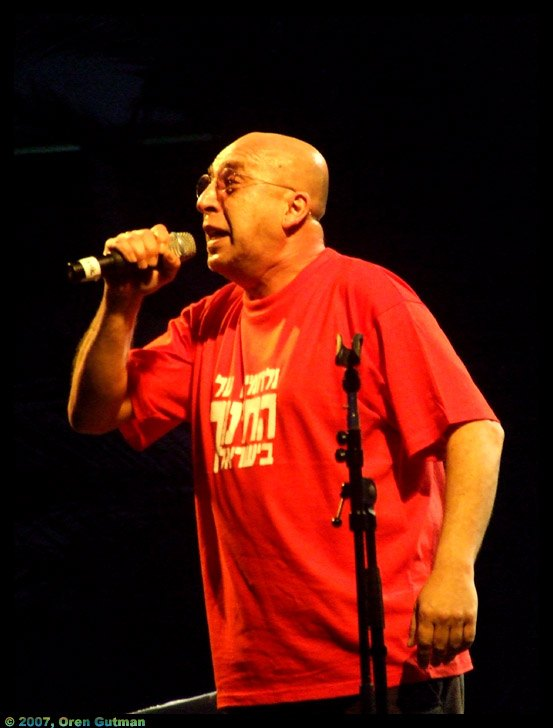
Una rappresentazione durante la Giornata Internazionale degli Studenti

- 1978 – Plonter (Tangle), (פלונטר)
- 1988 – Sipurim Mehakufsa (Tales from the Box), (סיפורים מהקופסא)
- 1990 – 1900? (Fortisakharof)
- 1992 – Lehitraot Bechalomotai (See You in My Dreams), (להתראות בחלומותי)
- 1992 – Kshehagitara Menaseret Et Halaila (When the Guitar Saws the Night) (Live, Fortisakharof), (כשהגיטרה מנסרת את הלילה)
- 1994 – Shoter Poshea VeHa’anak Halochesh (Cop Crook and the Whispering Giant), (שוטר פושע והענק הלוחש)
- 1996 – Eifo Hasusim (Where are the Horses) (Fortis Bros.), (איפה הסוסים)
- 1998 – Ratz Al Haketzeh (Running on the Edge) (With Shlomi Bracha), (רץ על הקצה‎)
- 2001 – Hatzi Otomati (Semi Automatic), (חצי אוטומטי‎)
- 2006 – Al Hamishmeret (On Guard) (Fortisakharof), (על המשמרת‎)
- 2009 - Fortis Meshulash (Triangle, altrimenti detto Triple) (3-cd set), (פורטיס משולש‎)
- 2011 - Hachaver Ani (The Friend I), (החבר אני‎)
- 2015 - Toldot Hackoteret (History of the title), (תולדות הכותרת‎)
- 2017 - Mador Feiyot (Fairy section), (מדור פיות‎)